# Reddellomyces
Reddellomyces es un género de hongos de la familia Tuberaceae. Este género de trufas fue circunscrito en  1992, y contiene cuatro especies nativas de Australasia y el Mediterráneo.